# Formación La Frontera
La Formación La Frontera es una formación geológica, parte del Grupo Villeta, situada en el Altiplano Cundiboyacense y áreas vecinas de la Cordillera Oriental en los Andes colombianos. La secuencia de calizas y liditas data del período Cretácico Superior y la época del Turoniense y tiene un grosor máximo de 206 metros. Se han encontrado allí fósiles de Yaguarasaurus columbianus así como de una gran diversidad de ammonites.

## Etimología
La formación fue descrita originalmente por Enrique Hubach Eggers en 1931 y elevada a la categoría de formación en 1969 por Cáceres y Etayo. La formación recibe su nombre de la cantera La Frontera, cerca de Albán, departamento de Cundinamarca.

## Descripción

### Litología
La Formación La Frontera se caracteriza por una zona inferior consistente en calizas y una superior compuesta por liditas.

### Estratigafía y ambiente sedimentario
La Formación La Frontera se superpone a la Formación Simijaca y es superpuesta por la Formación Conejo. Se ha estimado que su edad corresponde al Turoniense. Estratigráficamente, esta formación es equivalente temporalmente a la Formación Chipaque. La formación se depositó en una plataforma de mar abierto llevando a un abanico abisal. La deposición está representada por una superficie de máxima inundación. La formación contiene concreciones y una alta diversidad de ammonites; Wrightoceras munieri, Vascoceras cf. constrictum, Vascoceras cf. venezolanum, Kamerunoceras sp., Kamerunoceras cf. turoniense, Hoplitoides cf. lagiraldae, Codazziceras ospinae, Coilopoceras cf. newelli, Hoplitoides wohltmanni, Neoptychites crassus, Hoplitoides ingens, Mammites sp., ?Fagesia sp. y Prionocycloceras sp. También los bivalvos Anomia colombiana e Inoceramus sp. se han encontrado en la Formación La Frontera. Se han descubierto fósiles del reptil Yaguarasaurus columbianus en esta formación, a 78 kilómetros al sur de Neiva, en Huila.

## Afloramientos
La Formación La Frontera se encuentra aparte de su localidad tipo, hallada en la superficie al norte de la sabana de Bogotá, en el anticlinal de Tabio, junto a la carretera Ubaté-Carmen de Carupa, al norte y el este de Chiquinquirá, al sur de Cachipay,, en una delgada banda al este de Viotá, y hasta 78 kilómetros al sur de Neiva, Huila.

#### Mapas
- Acosta, Jorge E.; Ulloa, Carlos E. (1998). Plancha 246 - Geología de Fusagasugá. INGEOMINAS. p. 1.
- Ulloa, Carlos E.; Rodríguez, Erasmo; Acosta, Jorge E. (1998). Plancha 227 - Geología de La Mesa. INGEOMINAS. p. 1.
- Renzoni, Giancarlo; Rosas, Humberto; Etayo Serna, Fernando (1998). Plancha 191 - Geología de Tunja. INGEOMINAS. p. 1.
- Fuquen M., Jaime A.; Osorno M, José F. (2009). Plancha 190 - Geología de Chiquinquirá. INGEOMINAS. p. 1.
- Ulloa, Carlos E.; Guerra, Álvaro; Escovar, Ricardo (1998). Plancha 172 - Geología de Paz de Río. INGEOMINAS. p. 1.